# 伊予市営過疎バス
伊予市営過疎バス（いよしえいかそバス）は、かつて愛媛県伊予市中山地域にて運行していた自治体バスである。
中山地域の公共交通の伊予市デマンドタクシー「スマイル号」への移行により、廃止された。スマイル号

## 概要
- 元々合併前の中山町が中山町営過疎バス（なかやまちょうえいかそバス）として運行していたのを、中山町を合併した伊予市が引き継いだものである。
- 運賃は10円単位の区間制で、最低運賃は150円。小人（小学生以下）、及び身障者とその介護者は半額（10円未満の端数は四捨五入）。
  - 回数券（11枚綴りで10回分の料金）もあった。
- 運行形態は、道路運送法の規定に基づく自家用自動車（白ナンバー車）による有償運送であった。

## 沿革
- 1997年頃 中山町営過疎バスとして運行開始。
- 2005年4月1日 中山町の伊予市への合併に伴い、伊予市に引き継がれ、同市営過疎バスとなる。
- 2011年9月末 路線廃止。[1]

## 路線
以下1路線があった。
佐礼谷線
- 中山→中山駅前→榎峠→佐礼谷局前→犬寄《折返》→佐礼谷局前→佐礼谷《折返》→佐礼谷局前→榎峠→中山駅前→中山
  - 以下の経路のみの片方向循環系統で、中山13:00発の1便のみの運行である。
  - 榎峠 - 犬寄 - 佐礼谷間はフリー乗降である。

なお、全バス停及びその所在地については、以下の通りである。
| バス停名       | 距離（km） | 所在地                           |
| -------------- | ---------- | -------------------------------- |
| 中山           | －         | 伊予市中山町中山丑314番地1先     |
| 堂本橋         | 0.3        | 伊予市中山町中山丑240番地1先     |
| 中山駅前       | 0.4        | 伊予市中山町中山丑173番地2先     |
| 一の瀬橋       | 1.3        | 伊予市中山町中山丑3番地3先       |
| 榎峠           | 1.1        | 伊予市中山町佐礼谷甲96番地1先    |
| 平野           | 1.0        | 伊予市中山町佐礼谷1号195番地1先  |
| 竹之内集会所前 | 0.4        | 伊予市中山町佐礼谷甲364番地1先   |
| 佐礼谷局前     | 0.8        | 伊予市中山町佐礼谷丙1069番地23先 |
| 仁生橋         | 1.2        | 伊予市中山町佐礼谷丙951番地4先   |
| 犬寄           | 1.1        | 伊予市中山町佐礼谷丙1226番地7先  |
| 農協支所前     | 2.9        | 伊予市中山町佐礼谷甲829番地1先   |
| 坪之内         | 0.5        | 伊予市中山町佐礼谷甲1089番地先   |
| 村中           | 0.5        | 伊予市中山町佐礼谷甲1413番地1先  |
| 佐礼谷         | 1.0        | 伊予市中山町佐礼谷乙123番地3先   |

## 車両
- 三菱ふそう・エアロミディMJを使用していた。

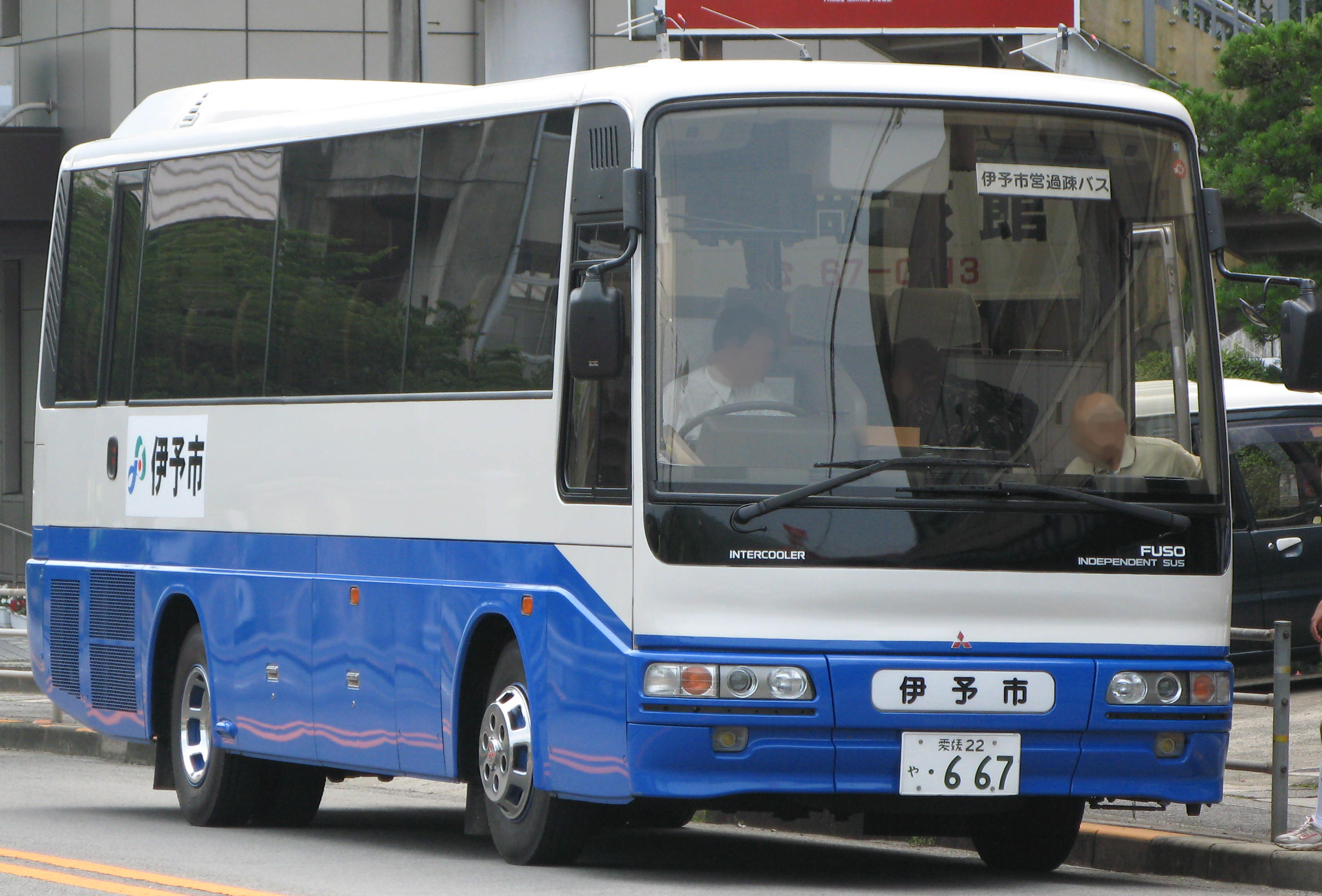
伊予市営過疎バスの車両（2007年）